# Епархия Абакалики
Епархия Абакалики (лат. Dioecesis Abakalikiensis) — епархия Римско-Католической церкви c центром в городе Абакалики, Нигерия. Епархия Абакалики входит в митрополию Оничи. Кафедральным собором епархии Абакалики является церковь святой Терезы.

## История
1 марта 1973 года Святой Престол учредил епархию Абакалики, выделив её из епархии Огоджи.

## Ординарии епархии
- епископ Томас МакГеттрик (1.03.1973 — 19.02.1983);
- епископ Майкл Ннаки Окоро (19.02.1983 — по настоящее время).

## Источник
- Annuario Pontificio, Libreria Editrice Vaticana, Città del Vaticano, 2003, ISBN 88-209-7422-3